# Groep van Tien (België)
De Groep van Tien is een groep bestaande uit de belangrijkste onderhandelaars van de federale Belgische sociale partners. De groep is paritair samengesteld uit werknemers- en werkgeversverenigingen en voert het sociaal overleg. De voorzitter wordt niet meegerekend bij de tien, waardoor deze groep eigenlijk elf leden telt.
Sinds 2017 is Bernard Gilliot voorzitter en tevens voorzitter van het VBO. Op 13 februari 2020 volgde Bart De Smet hem op als voorzitter van het VBO en werd hij ook de voorzitter van de Groep van Tien.
| Werknemers | Werkgevers |
| --- | --- |
| - Thierry Bodson (FGTB) - Gert Truyens (ACLVB) - Ann Vermorgen (ACV) - Marie-Hélène Ska (CSC) - Miranda Ulens (ABVV) | - Lode Ceyssens (Boerenbond) - Monica De Jonghe (VBO) - Pierre-Frédéric Nyst (UCM) - Pieter Timmermans (VBO) - Danny Van Assche (Unizo) |